# فيلاساكرا
بلدية فيلاساكرا (بالإسبانية: Vilasacra) هي بلدية تقع في مقاطعة جرندة التابعة لمنطقة كتالونيا شمال شرق إسبانيا.

## الديموغرافيا
بلغ عدد سكان بلدية فيلاساكرا 656 نسمة عام 2011 (وفقاً للمعهد الوطني الإسباني للإحصاء).
| 351 | 363 | 414 | 509 | 508 | 598 | 656 |